# Ulica 3 Maja w Rzeszowie

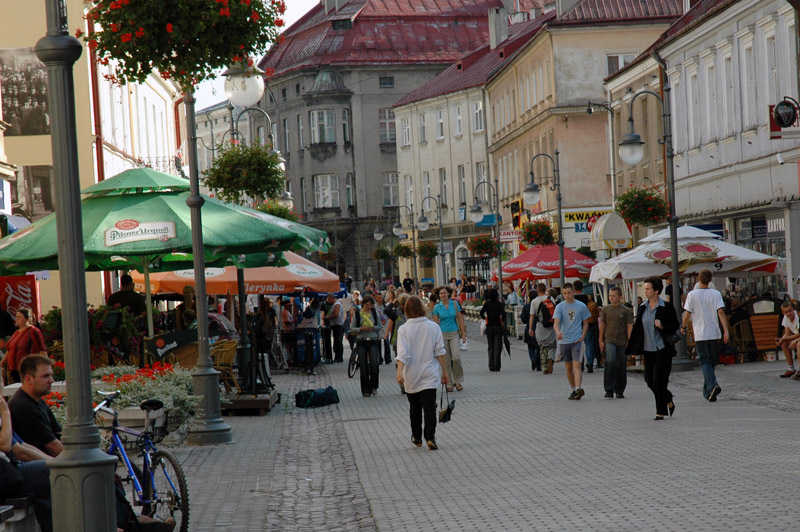
Ulica 3 Maja

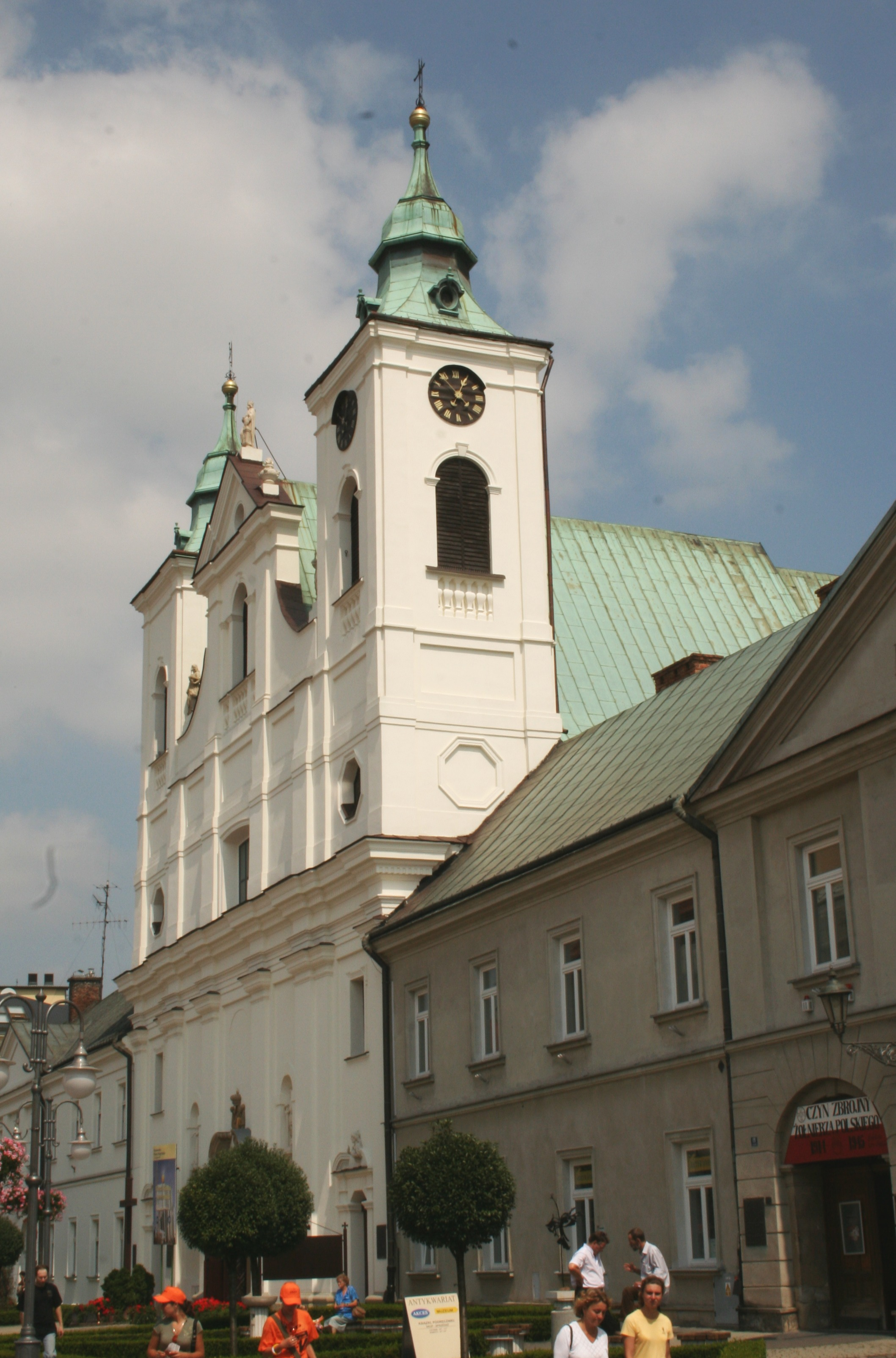
Kościół św. Krzyża

Ulica 3 Maja (dawniej Pańska, zwana popularnie Paniagą) – jedna z najważniejszych, najstarsza i zarazem najbardziej reprezentacyjna ulica Rzeszowa. Biegnie południkowo od kościoła farnego do zbiegu alei Pod Kasztanami i ulicy Zamkowej. Wraz z alejami Lubomirskich i Pod Kasztanami oraz ulicami Zamkową, Kościuszki i Grunwaldzką stanowiła historyczny trakt handlowy i tranzytowy z północy na południe, a obecnie jest częścią głównego traktu pieszego i najważniejszym deptakiem Rzeszowa.

## Historia

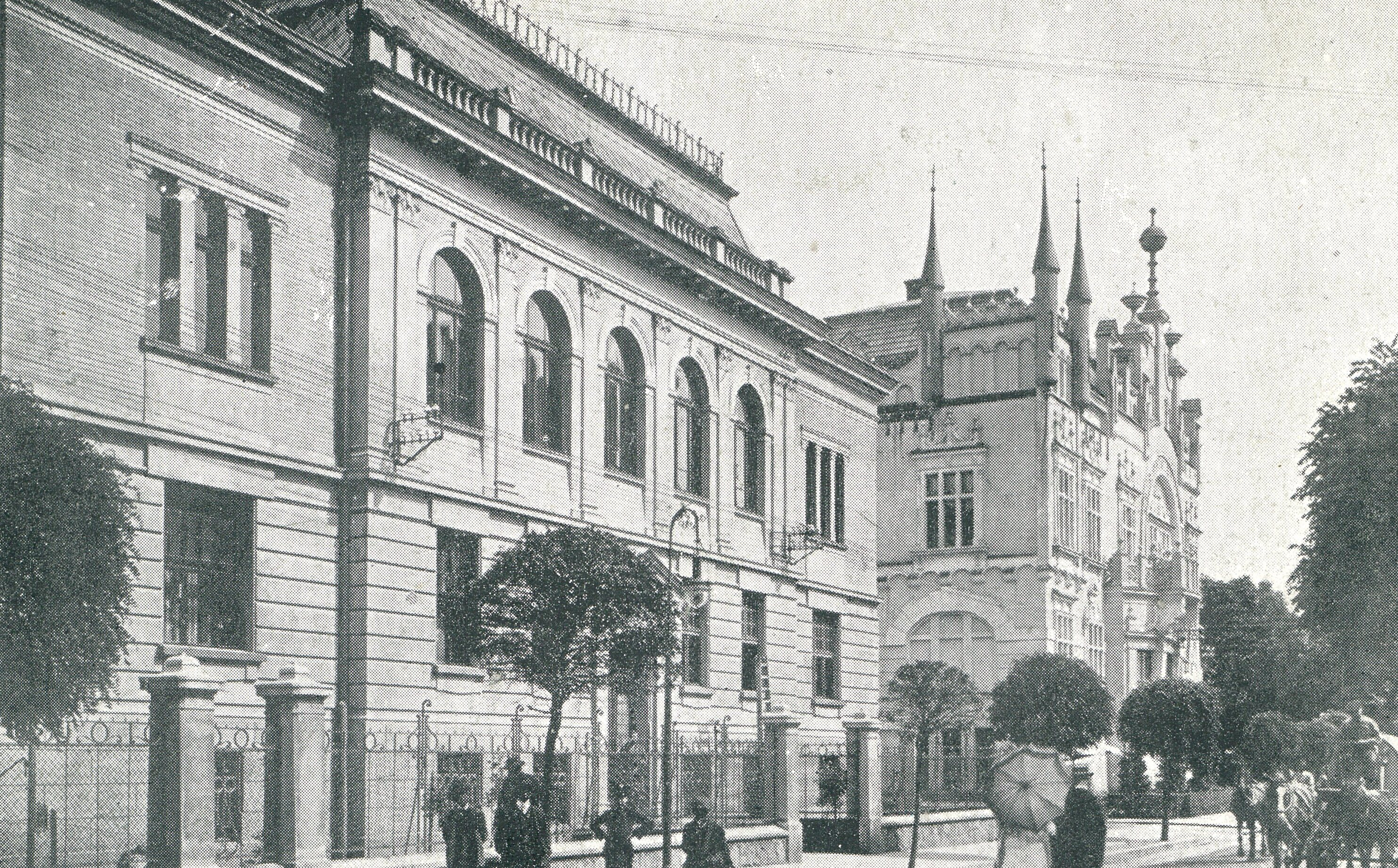
Widok ulicy około 1911

Początki ulicy sięgają czasów, gdy w pobliżu powstał w XIV wieku kościół farny i w XV rzeszowski zamek. Stanowiła ona najkrótsze połączenie między tymi dwoma najważniejszymi obiektami miasta. Apogeum swojego rozwoju osiągnęła w XIX wieku, stała się wtedy miejscem spotkań mieszkańców miasta, w którym swobodnie, niezależnie od lokalnej władzy można było wymieniać poglądy. Kamienice stojące w ciągu ulicy uległy sporym uszkodzeniom w czasie II Wojny Światowej, a po zakończeniu wojny wiele z nich zostało odbudowanych w nieco okrojonym wydaniu, bez najwyższych kondygnacji, co powoduje, że całość zabudowy tej ulicy jest stosunkowo niska w porównaniu z innymi ulicami rzeszowskiego Śródmieścia.

### Nazwa
Początkowo zwana była Ku Piarum Scholarum, później Pijarską, w czasach zaboru austriackiego Expiaristengasse (Popijarska), autonomii Galicyjskiej Herrengasse, czyli Pańską. Większość mieszkańców zwyczajowo nazywało ją Paniagą. Nazwę 3 Maja otrzymała w okrągłą rocznicę uchwalenia Ustawy Zasadniczej. We wrześniu 1939 roku Niemcy, którzy wkroczyli do miasta w celu zniszczenia świadomości narodowej zmienili nazwę na Breite Straße, czyli Ulica Szeroka. Dopiero po II wojnie ostatecznie przemianowano ją na 3 Maja.
W 1951 ulica 3 Maja została przemianowana na ul. 1 Maja.

### Przebieg
Ulica rozpoczyna swój bieg od Placu Farnego tuż przy dzwonnicy Kościoła Farnego, gdzie krzyżuje się z ulicą Kościuszki, która prowadzi bezpośrednio do Rynku.
Następnie krzyżuje się z trzema mniejszymi ulicami tj. Dymnickiego, Fircowskiego i Alsa oraz jedną z głównych ulic Śródmieścia, czyli ulicą Jagiellońską.
Paniaga kończy swój bieg, rozwidlając się na ulicę Zamkową oraz aleję Pod Kasztanami, którą dalej biegnie deptak aż do ulicy Szopena.

### Wybrane budynki
- Kościół św. Wojciecha i św. Stanisława (farny)
- Kamienica Tekielskiego
- Księgarnia (od 1855 roku) – budynek wybudował w 1820 roku Wojciech Konarski. Po jego śmierci przejął go w 1855 Jan Andrzej Pelar, rzeszowski drukarz i księgarz, który założył tu swoje miejsce pracy. Do chwili obecnej w budynku mieszczą się 3 księgarnie.
- Poczta (zniszczona przez Niemców w 1944 roku)
- Kamienica (Obecnie Galeria Paniaga)
- Kompleks Klasztorny oo. Pijarów, Kościół Świętego Krzyża i I LO im. ks. Stanisława Konarskiego
- Bank Austro-Węgierski
- Kamienica dr. Jabłońskiego
- Bank PKO
- Kino Zorza (najstarsze działające kino w Rzeszowie)

### Kalendarium
- Około 1840 roku Franciszek Skielski wybudował pierwszą w Rzeszowie drukarnię, jest to narożny dom od placu Farnego
- Budynek banku PKO został zbudowany w latach 1906–1908.
- W latach powojennych w głębi małego placyku został wybudowany budynek NBP.
- W latach 1950–1960 większość kamieniczek została poddana restauracji, w trakcie której uproszczono ich wystrój architektoniczny.

## Obecnie
W chwili obecnej ulica jest głównym centrum handlowym miasta. Ulica, która na stałe wpisała się w jego historię i jego mieszkańców, doczekała się święta, tzw. Święta Paniagi, które odbywa się corocznie 3 maja, począwszy od 2003 roku. Pod koniec XX wieku ulicę zmieniono w deptak, jednak w krótkim czasie wpuszczono tam tysiące samochodów. Po akcjach młodych mieszkańców Rzeszowa zmniejszono liczbę samochodów uprawnionych do wjazdu i przywrócono ulicy charakter typowego miejskiego deptaka. Na chwilę obecną prawo do poruszania się po Paniadze przysługuje jedynie pieszym, rowerzystom, służbom miejskim oraz pojazdom z identyfikatorem A uprawniającym do wjazdu na tę konkretną ulicę.
Na ulicy znajdują się dwa pomniki: wcześniejszy Stanisława Konarskiego, znajdujący się przed budynkiem I LO, oraz odsłonięty w 2010 roku pomnik Tadeusza Nalepy.